# Dalim
Dalim (Alfa Fornacis, α Fornacis, Alfa For, α For) je se zdánlivou hvězdnou velikostí 3,98m nejjasnější hvězda v souhvězdí Pece a je v tomto souhvězdí jedinou hvězdou jasnější než 4m. Dříve patřila do souhvězdí Eridanu a měla tak označení 12 Eridani. Na základě měření paralaxy získaných během mise Hipparcos je od Slunce vzdálena přibližně 46 světelných let (14 parseků).
Alfa Fornacis je trojhvězda a její tři složky se označují Alfa Fornacis A (Dalim), Alfa Fornacis Ba a Alfa Fornacis Bb. 
Alfa Fornacis A je hvězda  spektrální třídy F8IV, jde tedy o podobra, hvězdu, která nedávno opustila hlavní posloupnost a stává se z ní hvězdný obr. Její hmotnost je o třetinu vyšší než má Slunce a stáří je odhadováno na 2,9 miliardy let. 
Alfa Fornacis má velký vlastní pohyb a systém vykazuje přebytek infračerveného záření, což může naznačovat přítomnost okolního hvězdného materiálu, například cirkumstelárního disku.
Sekundární hvězda, Alfa Fornacis Ba, byla identifikována jako modrý opozdilec a pravděpodobně v minulosti nahromadila materiál z třetí hvězdy. Je silným zdrojem rentgenového záření a má 78 % hmotnosti Slunce. Třetí hvězda, Alfa Fornacis Bb, byla objevena v roce 2016. Alfa Fornacis Ba je oproti hvězdě A obohacena o baryum, což naznačuje, že jejím průvodcem je pravděpodobně bílý trpaslík.